# 一起 (捷克)
一起（捷克語：SPOLU）是捷克的一些政黨為參加2021年捷克立法选举而成立的捷克中右翼政党联盟，由公民民主黨、 基督教民主聯盟－捷克斯洛伐克人民黨和TOP 09組成。

## 历史
在2020年捷克地区选举之后，公民民主黨、基督教民主聯盟－捷克斯洛伐克人民黨和TOP 09开始就為參加2021年捷克立法选举組建中右翼联盟进行谈判。
2020年12月9日，SPOLU推出了其选举计划和竞选活动。

## 選舉結果
| 年份 | 領導人      | 得票數    | 得票率 % | 席位     | +/-  | 排名 | 是否執政 |
| ---- | ----------- | --------- | -------- | -------- | ---- | ---- | -------- |
| 2021 | 彼得·費亞拉 | 1,493,701 | 27.8     | 71 / 200 | ▲ 59 | 第二 | 聯合政府 |